# 几内亚历史
现代的几内亚成立于1958年，然而它的历史可以追溯到欧洲殖民时期。

## 西非各帝国
现今几内亚地区处于西非几大帝国的边缘。加纳帝国被认为是最早和现今几内亚地区交易的帝国。在这一时期，伊斯兰教传入几内亚地区。
苏苏帝国（12—13世纪）填补个该地区的空洞。然而伊斯兰教的马里帝国在1235年一场战役击败苏苏帝国统治者后占据了主导。马里帝国的曼萨在1324年进行了一场著名的麦加朝圣活动。随后他的帝国开始衰落。最终在15世纪被它的附属国替代。
最为成功的是桑海帝国，它从约1460年开始扩张，最终在财富和领土上压制马里帝国。它持续发展直到阿斯基亚·达乌德于1582年死后的一场内战。最后被摩洛哥王国击败，分裂成众多小的王国。

## 各个王国
在西非几大帝国之后，今几内亚地区出现众多王国。

### 富塔贾隆
富拉尼族的穆斯林从今几内亚中间地区迁徙至富塔贾隆。在1735到1898建立了伊斯兰国家。至今留有有文字记载的法律和统治者。

### 瓦苏禄帝国
瓦苏禄帝国是一个短命的帝国(1878–1898)。在今上几内亚和马里的西南部。被法国击败后移至象牙海岸。

## 殖民时期
16世纪，在今几内亚海岸地区有和欧洲进行奴隶贸易的活动。法国于19世纪中进行殖民军事活动。1898年，法国战胜Ouassoulou，控制今几内亚地区。19世纪后期，法国和英属塞拉利昂、葡属几内亚（今几内亚比绍）和利比里亚签订边界。

## 独立
1958年，法兰西第四共和国结束。第五共和国给予各殖民在独立和留在法国的选择。一些国家选择后者，然而几内亚选择独立。1958年10月2日，几内亚独立。塞古·杜尔为总统。

### 塞古·杜尔的统治
戴高乐撤离了法国的行政机构，大量资本和基础设施。几内亚立即获得苏联的支持。然而这个却是短暂的，几内亚转向中国式社会主义的模式。在独立的几年后，杜尔建立一党制。1970年，在流亡的反对势力支持下，在邻近的葡属几内亚的葡萄牙军队攻入几内亚。葡萄牙的计划是杀死或捕获杜尔。经过数天激战，葡萄牙军队在没有成功达成既定目标的情况下撤退。杜尔将权力交给时任几内亚总理路易斯·兰萨纳·贝阿沃吉。1984年3月26日，他在美国的心脏手术后死亡。

### 兰萨纳·孔戴的统治
一场非流血政变于1984年4月3日发生，兰萨纳·孔戴和迪亚拉·特拉奥雷为首的军政府夺得政权。1992年，孔戴总统宣布恢复文官统治。1995年进行了议会选举。
2000年，几内亚卷入一场不稳定局势之中。由于叛军穿越利比里亚和塞拉利昂边境地区，这一场不稳定持续影响着其余的西非国家。国家在一段时间内走向内战边缘。 2003年，几内亚同意与邻国处理叛乱分子

### 国家民主和发展委员会
孔戴死于2008年12月23日。穆萨·卡马拉上尉领导国家民主和发展委员会。

### 阿尔法·孔戴的统治
2010年，前反对派领导人阿尔法·孔戴当选为新一任几内亚总统，随后于2015年连任。原本该国宪法规定总统任期不得超过两届，但2020年几内亚宪法公投之后，总统任期被延长，孔戴的任期也被“重置”，并在选举舞弊的争议中成功连选连任。另外，孔戴还被指严厉镇压反对派；其治下的几内亚经济依赖矿产开发，民众却未能从中获益，加之COVID-19的冲击，导致该国经济不振。为此政府试图削减军警开支，并得到议会批准。

### 2021 年政变
2021 年 9 月 5 日，部分军人发动兵变，扣押了总统阿尔法·孔戴，并解散政府、暂停宪法实施、关闭该国陆地边境一周。一位西方外交官告诉英国《每日电讯报》记者，几内亚政府试图解雇该国特种部队的一名高级成员，从而引发了政变。联合国等多个国际组织以及中国、美国等国家对政变予以谴责。